# 長原古墳群
長原古墳群（ながはらこふんぐん）は、大阪府大阪市平野区長吉長原とその周辺の地下に埋没して存在する古墳群。古墳時代前期末から後期初めにかけて築かれた群集墳である。大阪市営地下鉄工事により存在が明らかになり、200基以上の古墳、古墳の痕跡が検出され、多数の埴輪が出土していることで有名となっている。

## 長原古墳群の発見と調査の経緯
1973年（昭和48年）、大阪市営地下鉄谷町線延長計画に伴う長原遺跡の発掘調査で、地上には何ら古墳の痕跡がないのに円筒埴輪などが次々と出土した。調査を続けると墳丘の盛土の多くは失われているものの、墳裾に周溝を持つ小規模な古墳の痕跡が多数残っていることが判明した。
次いで、直径50メートル以上、残存部で2段に築かれた墳丘が姿を現し、その地区の小字名が塚ノ本であることから、塚ノ本古墳（円墳）と名付けられた。地籍図を調べると他にも、一ヶ塚、落塚、狐塚、高塚など周囲にかつて古墳が存在したことをうかがわせる地名が存在し、その範囲は南北2キロメートル、東西1.5キロメートルにも及んでいた。
これらの範囲では市営地下鉄工事の後も近畿自動車道の建設、区画整理事業、下水道工事、住宅建設、建築の建て替え工事などに伴い、続々と古墳の遺構が調査され、2006年までに調査、検出された数は213基にも及んでいる。

## 古墳群の形成時期
これらの古墳から出土した埴輪や須恵器の編年観から、4世紀末頃から6世紀前半にかけての期間にこの古墳群が形成されたと推定されており、これを基に4期にわたる変遷が説かれている。1期（4世紀末頃）には塚ノ本古墳や一ヶ塚古墳（帆立貝形古墳）など、直径数十メートルの比較的大型の古墳が築かれ、その周囲に2期から3期にかけて小規模な古墳（方墳）が多数築かれている。4期（6世紀前半頃）には前方後円墳の七ノ坪古墳や、南口古墳が築かれたのを最後にこの古墳群の造営は終了したのではないかとされる。5世紀代とみられる2期と3期のものが多数を占めており、奈良県新沢千塚古墳群などと同じく初期群集墳の1つに位置づけることが出来る。また長原古墳群が、南東わずか数キロに位置する日本最大級の古墳群、古市古墳群の造営時期とほぼ重なることから、両古墳群の関連も指摘されているところである。この事象と関連して、1期に比較的大型の盟主的古墳が築かれているのに2期から3期にはもっぱら小型の方墳ばかり築かれるのは、この地域の支配構造が1期は在地首長を通じて大王の間接的な支配を受けるものであったのが、2-3期には大王権による直接支配へと変化したことによるのではないかとする説もある。また、さらに進んで、長原古墳群の小形方墳の被葬者をヤマト王権に組み込まれた原初的な「官僚」、初現的官僚組織に属した人々とする考えもある。　

## 内部構造と遺物

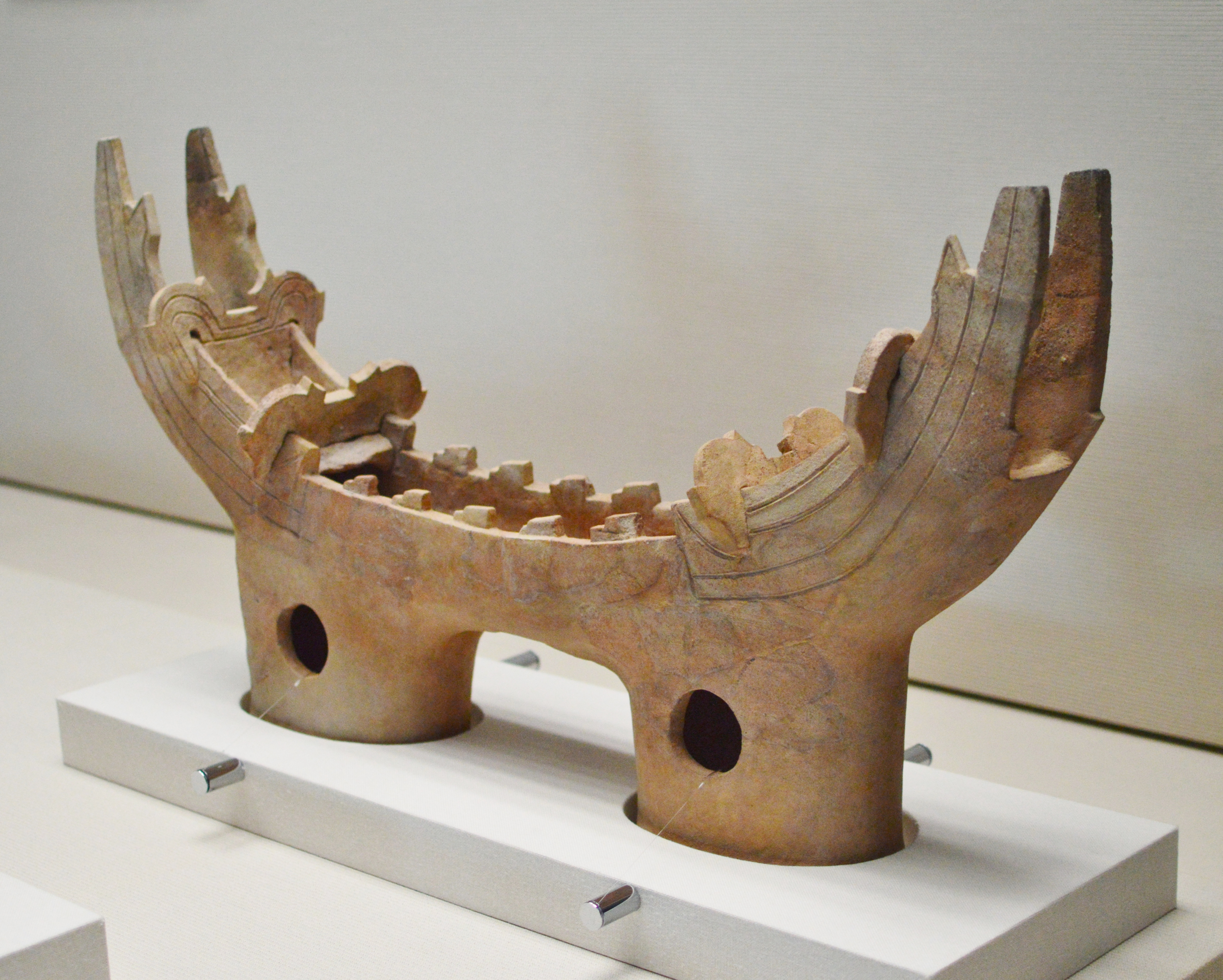
169号墳（高廻り1号墳）出土
船形埴輪（国の重要文化財）大阪歴史博物館展示。

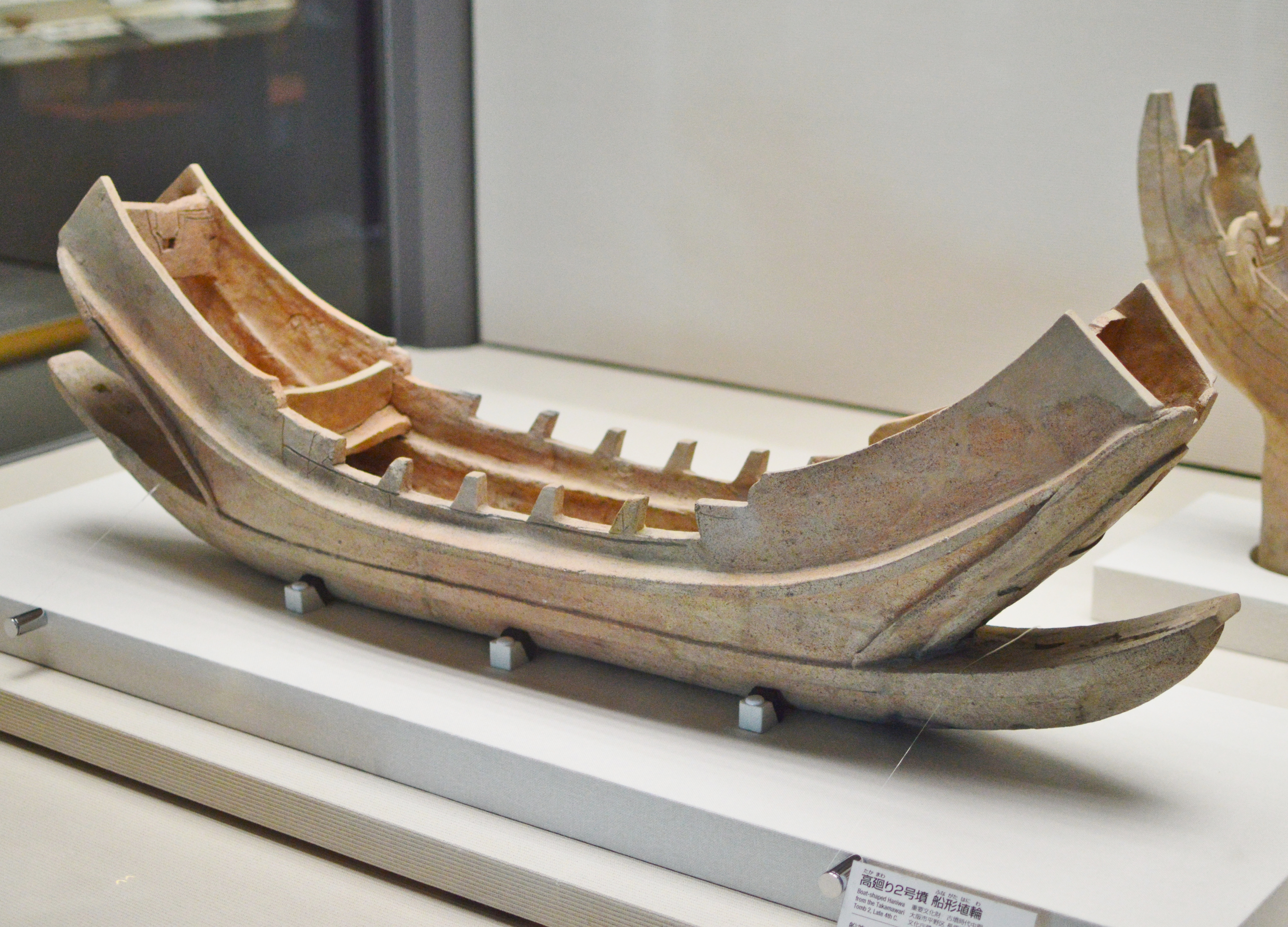
170号墳（高廻り2号墳）出土
船形埴輪（国の重要文化財）大阪歴史博物館展示。

長原古墳群では後世の削平が著しいため主体部（遺体が収められている内部構造）が残っているケースは少なく、その構造が明らかになっているのは18 - 19基である。それらは木棺直葬　埴輪棺（大型の円筒埴輪を棺に転用したものやあるいは遺体を収めるために作られた大型の埴輪）が主で、粘土槨も1例知られる。竪穴式石室や石棺の存在は現在のところ知られていないが、最後の時期に属する七ノ坪古墳（130号墳）からは横穴式石室の基底部が検出されている。
副葬品検出例は同じ理由で少ないが、鉄剣、鉄斧、鉄鎌などの鉄製品、須恵器、土師器、管玉などが出ており、上記、七ノ坪古墳の石室底部から馬具類一式がガラス玉、鉄製武器などともに出土している。
また、これらの古墳の墳丘の残存部や周溝から埴輪が多数出土しており、円筒埴輪、壺形埴輪の他に、人物、馬、盾、甲冑、蓋（きぬがさ）などの形象埴輪、囲形、舟形、家形の埴輪が出土している。
なかでも高廻り1号墳、2号墳（長原古墳群の支群の古墳群）から出土した船形、短甲形、冑形などの埴輪30点は国の重要文化財に指定されている。
1号墳の船形埴輪は宮崎県 西都原古墳群などで出土しているものと同じく、船首、船尾が反り上がったゴンドラ形をしていた。2号墳からは別のタイプの船の埴輪が出土しており、船首、船尾に波除板を付けるもので、隣接する八尾市久宝寺遺跡より出土した木造船（準構造船）と同じ構造であった。
両古墳が検出された場所は現在、児童公園とされ、なみはや公園と呼ばれている。これは大阪市が市制100周年事業の1つとして2号墳の船形埴輪をモデルに復原船が製作され、公募によってこの船が「なみはや」と命名され、1989年（平成元年）に韓国釜山まで実験航海を行なったことに由来する（大阪天保山から出航し、約700キロの航海をもっぱら手漕ぎで、35日かかったという）。両古墳出土の埴輪の実物は大阪歴史博物館に展示されており、復原船「なみはや」の方は、なにわの海の時空館に展示されている。また、同公園には長原高廻り古墳群の顕彰碑が同市によって建てられている。古墳時代、海と繋がる河内湖は奥深く内陸に入り込んでおり、長原の地も瀬戸内海や外洋と直接、繋がっていたようである。

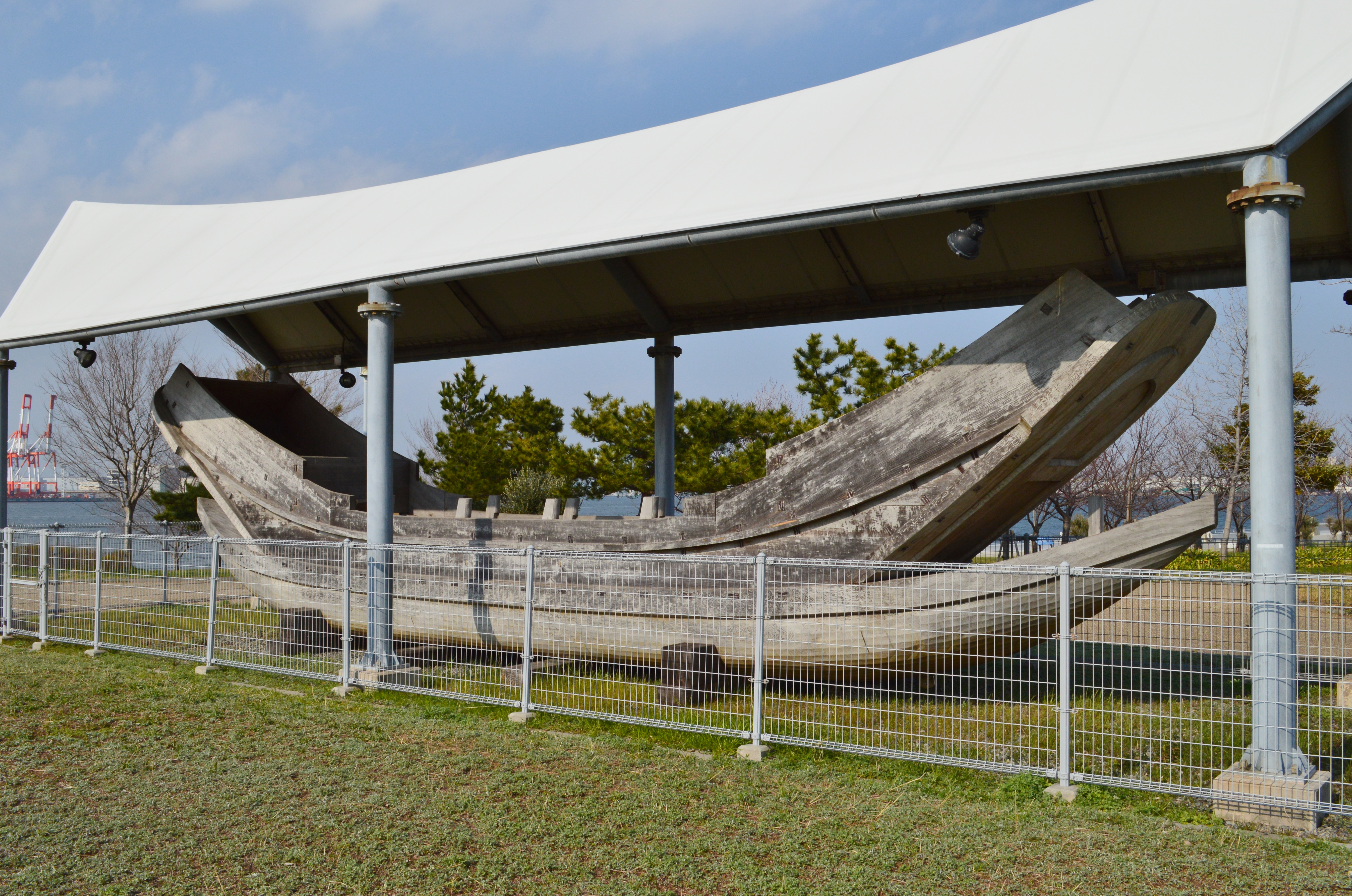
古代船「なみはや」 なにわの海の時空館展示。

## 調査で明らかにされた主要な古墳

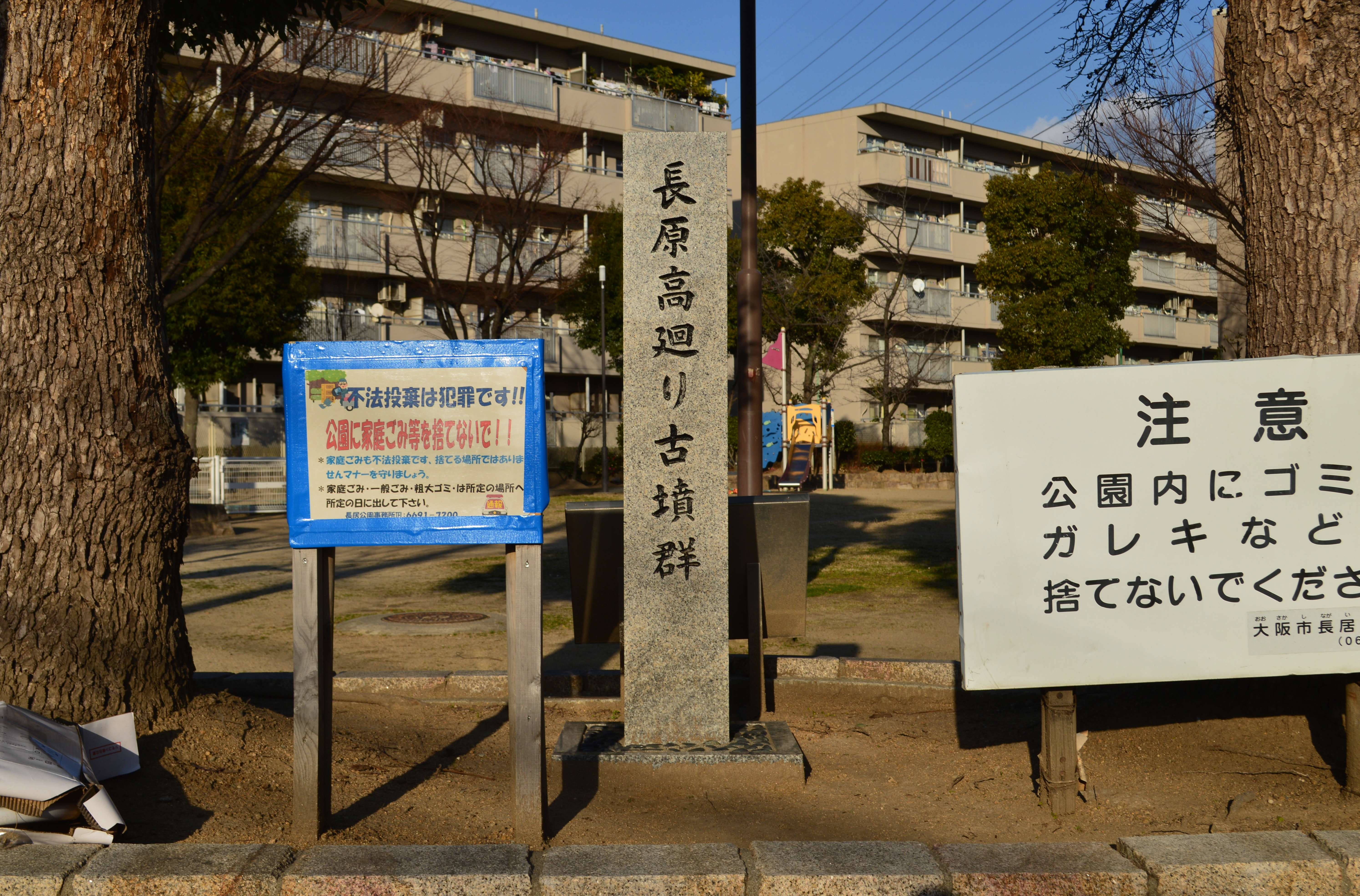
長原高廻り古墳群
（なみはや公園）

塚ノ本古墳　　
部分的な発掘調査であるが、直径55メートルの円墳で、周溝の幅は15メートルの規模であることが判明している。埋葬施設や葺石は確認されていないが、墳丘には埴輪が並んでおり、円筒・朝顔形・家形埴輪が出土している。家形埴輪は立派な円柱を持ち、2階建てで高さ80センチになる。長原古墳群では最も古い4世紀末の築造と推定される。古墳周溝のすぐ外では円筒棺や土壙墓が確認されている。これらの墓の中には勾玉、鉄釧などの装身具を有するものもあった。被葬者は塚ノ本古墳の被葬者に従属する立場にあった人々と思われる。
一ケ塚古墳
部分的な調査しか行われていないが、方形の造出しを有する直径47メートルの円墳（または帆立貝形古墳）であり、造出しを含めると全長53メートルの規模である。周溝の幅は14メートルある。埋葬施設は確認されていないが、多種多様な埴輪が周溝から出土している。家形埴輪は7点以上出土しており、その1つは高さ80センチに復元される2階建ての入母屋造りである。この他、盾、靭、鞆、短甲、草摺、蓋などの形象埴輪も多く出土している。被葬者を来世に送る葬送儀礼を墳丘上に再現したものとされる。5世紀初頭頃の古墳と推定されている。
七ノ坪古墳　
全長約33メートルの帆立貝形の前方後円墳と推定されている。当古墳群のほとんどは墳丘を削られ主体部が失われている場合が多いが、横穴式石室の床部分が辛うじて残り、そこから馬具、鉄製武器、玉類、須恵器が出土した。石室は近畿地方に、横穴式石室の構造が伝えられた初期の形式に属する片袖式の構造である。
南口古墳　
七ノ坪古墳と同じく帆立貝形の前方後円墳で全長は34．5メートルを測る。周溝から埴輪や須恵器、韓式系土器、土師器、刀形木製品、それに馬の骨が出土している。埴輪は円筒埴輪、人物埴輪、武人埴輪、家形埴輪、馬形埴輪、器財埴輪（甲冑、盾　蓋）が見られる。馬骨は両脚の四肢の部分がそのまま据えられた状態で検出され、墳丘の前方部裾部分からは歯の部分も見つかっている。これらのことから周溝内で馬の首を切り、その首を墳丘上においたことが想像され、馬供儀と呼ばれる葬送儀礼が行われたことを示唆している。このような例は長野県など古代の牧（馬の飼育場）があったとされる場所に近い地域の中小規模古墳に多くみられるものである。
平安時代、河内国にあった皇室の御牧の1つ、会賀牧（えがまき）が長原付近にあったという説がある。長原古墳群の周辺に広がる長原遺跡（旧石器時代から中世にまたがる複合遺跡で長原古墳群もこの遺跡に含まれる）からは治暦2年（1066年）の年号のある、土地の帰属をめぐる係争に関する木簡の文書が出土しており、このなかには「長原里」の地名などとともに末尾に「會賀御□」の記載がある。このことから現在の長原付近が、平安時代頃には、すでに長原里と呼ばれていることが分かり、さらに長原里が広大な皇室領であった会賀牧の範囲に含まれていたことが推定される。長原から南に2キロに恵我之荘（えがのしょう-羽曳野市恵我之荘）の地名が現在も見られる。長原古墳群付近では古墳時代の村の跡からも馬の存在を示す歯や骨が出土し、また古墳群からも馬形埴輪が多く出土しているので長原付近には古墳時代にも馬の飼育や輸送・交通をつかさどる馬飼いと呼ばれる人々が住んでいたと思われる。
長原高廻り1・2号墳
（上記内部構造と遺物の欄および外部リンク参照）
87号墳
墳丘の北辺の長さ12.0メートルの方墳で、墳丘の高さは1.0メートルまで残存する。幅3.0メートル、長さ2.0メートル造り出しがあり、造り出しには円筒埴輪列が残っていた。西辺には須恵器大甕を転用した主体部が検出されているが棺内（大甕）からは副葬品や人骨は検出されていない。埴輪には円筒埴輪以外に、蓋、馬、人物、鶏、草摺などの形象埴輪が出土した。人物は巫女で丸顔をし、衣を右肩から垂らし、左腕を前方にのばし、何かを捧げもっているようである。馬形埴輪は顔と脚部分が欠損するが、鞍や障泥、輪鐙、面繋、手綱の表現がある飾り馬である。鶏形埴輪は雄鶏を実物大で作っており、鶏冠や目は粘土を貼り付け、羽や足は線刻で表現されている。
117号墳
1辺が10-11メートルの方墳で、周溝幅が最大で5メートルある。陶邑窯出土の須恵器の編年TK208型式に該当する須恵器坏身、坏蓋、耳両付短頸壺、壺が出土した。耳両付短頸壺は朝鮮半島南部（全羅道）に系譜が求められる形態である。長原2期に位置づけられる。
213号墳
大阪市文化財協会が2002年度に発掘した1辺11メートルの方墳である。墳丘中央に割竹形木棺を収めた粘土槨が遺存していた。棺内からは竪櫛3点、棺外から鉄刀1点が出土した。周溝内からは家形埴輪4点と土師器甕と高坏が出土し、土師器の型式から長原古墳群1期に位置づけられる。213号墳のすぐ北側には庄内式から布留式かけての円形周溝墓や方形周溝墓が分布しており、213号墳はこれらの墓域を踏襲して築かれた可能性が高い。長原古墳群ではこのように在来の集団によって営まれたものと117号墳のように、朝鮮半島南部の特徴をもつ土器（2期に属する）が出土する、渡来系の集団によって営まれた古墳が存在するようである。

## 文化財

### 重要文化財（国指定）
- 大阪府長原高廻り古墳群出土埴輪 一括（考古資料） - 明細は以下。所有者は国（文化庁）。大阪歴史博物館保管。1992年（平成4年）6月22日指定[22]。

長原高廻り1号墳出土
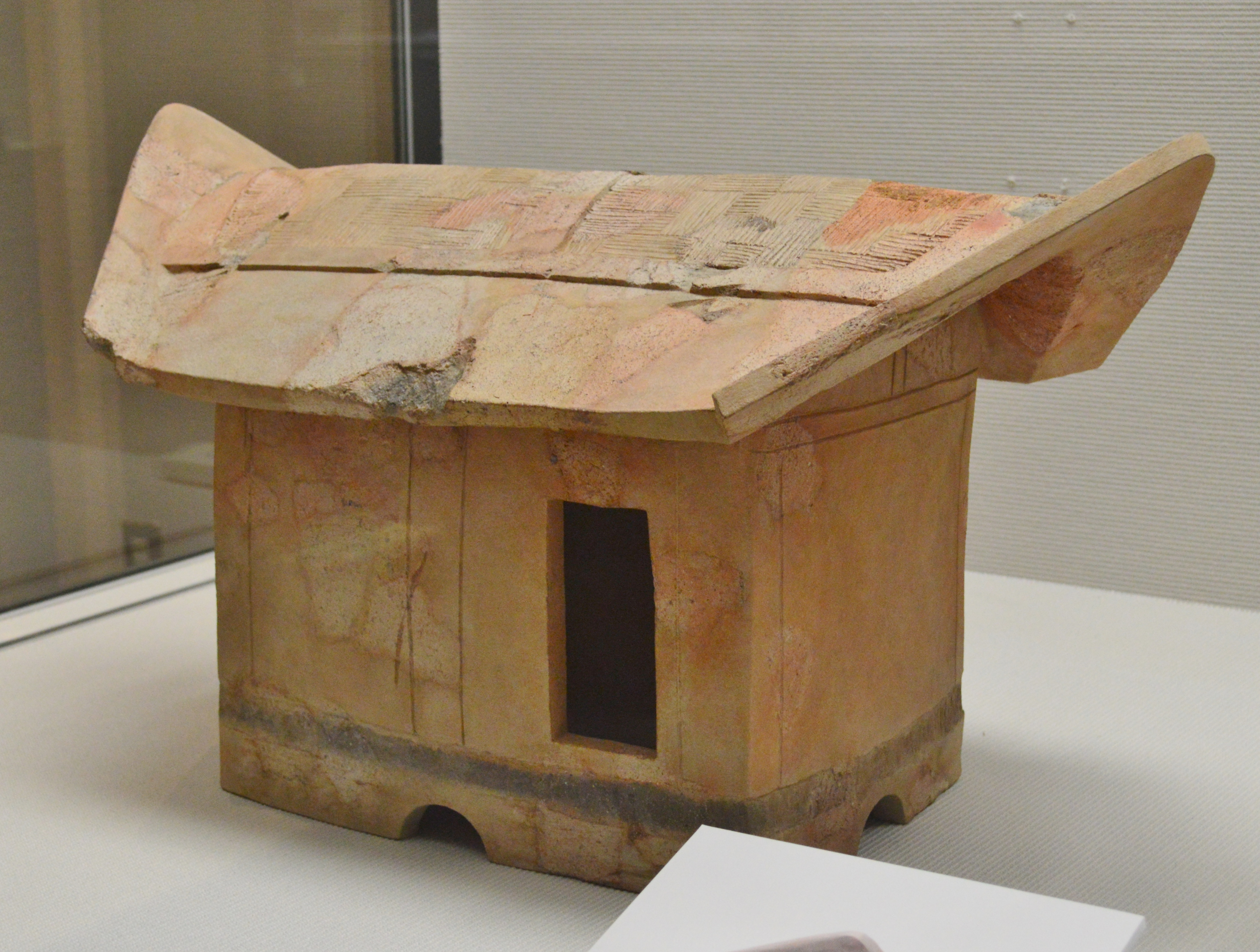
家形埴輪（切妻）
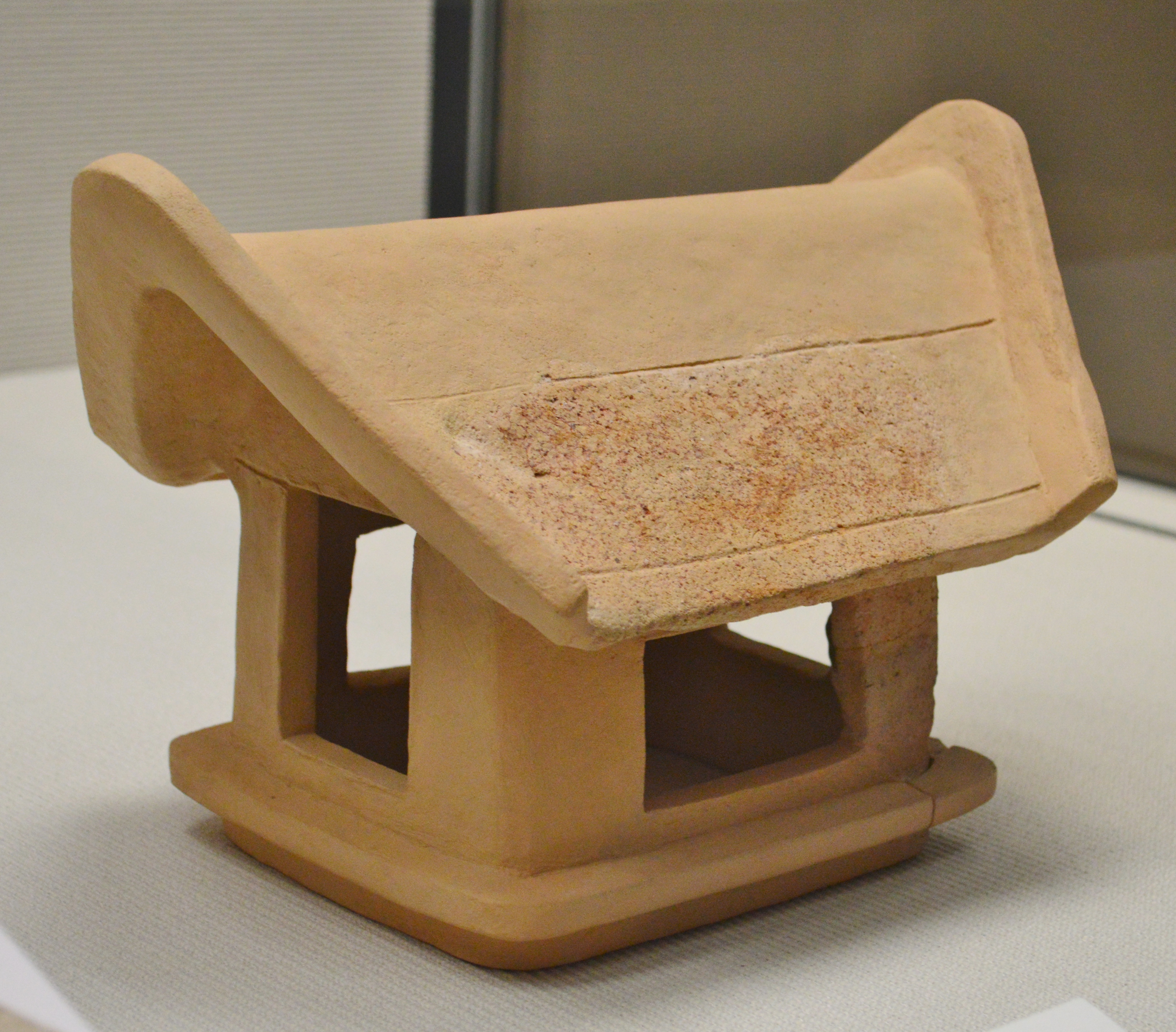
家形埴輪（切妻）
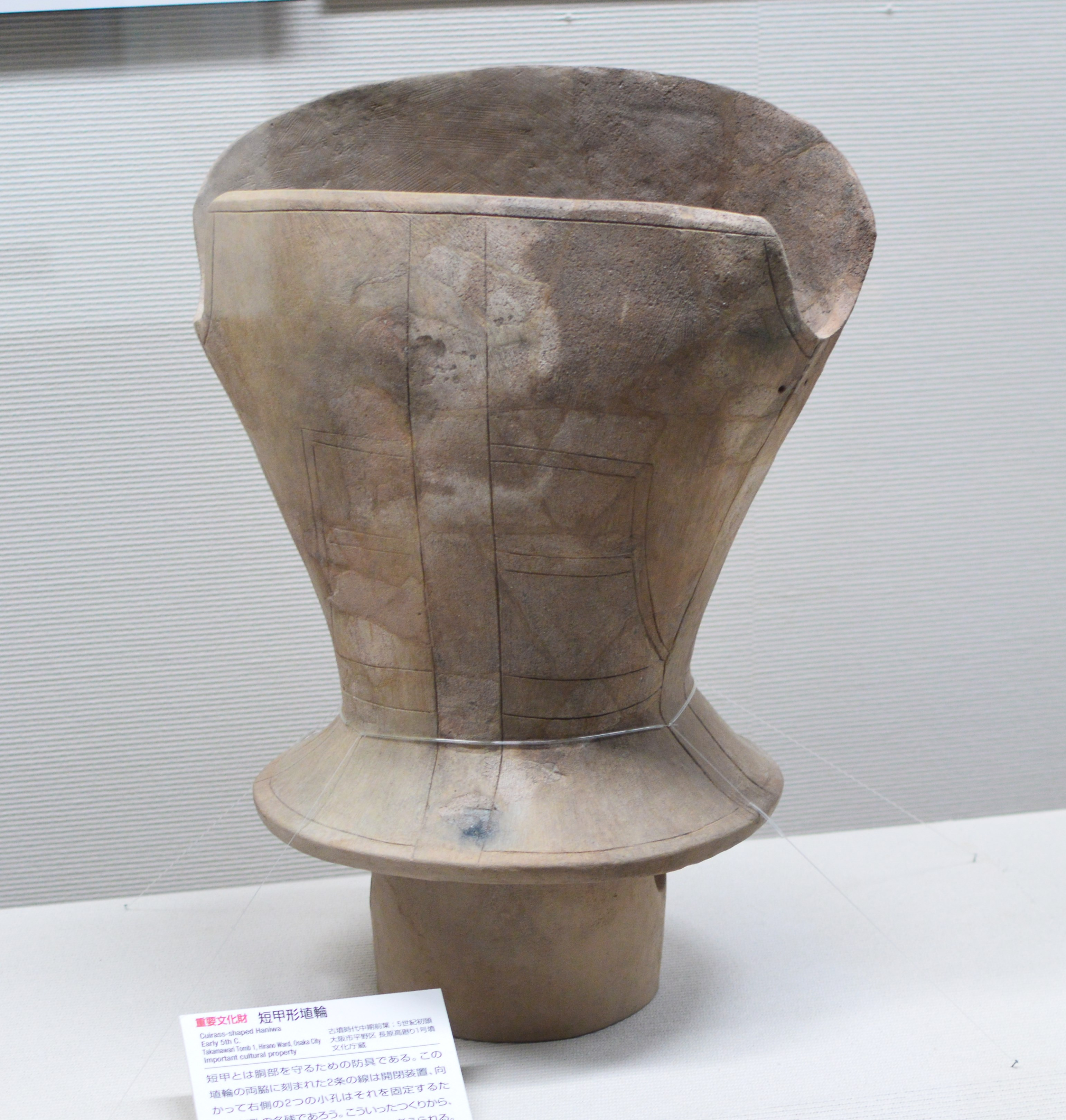
短甲形埴輪
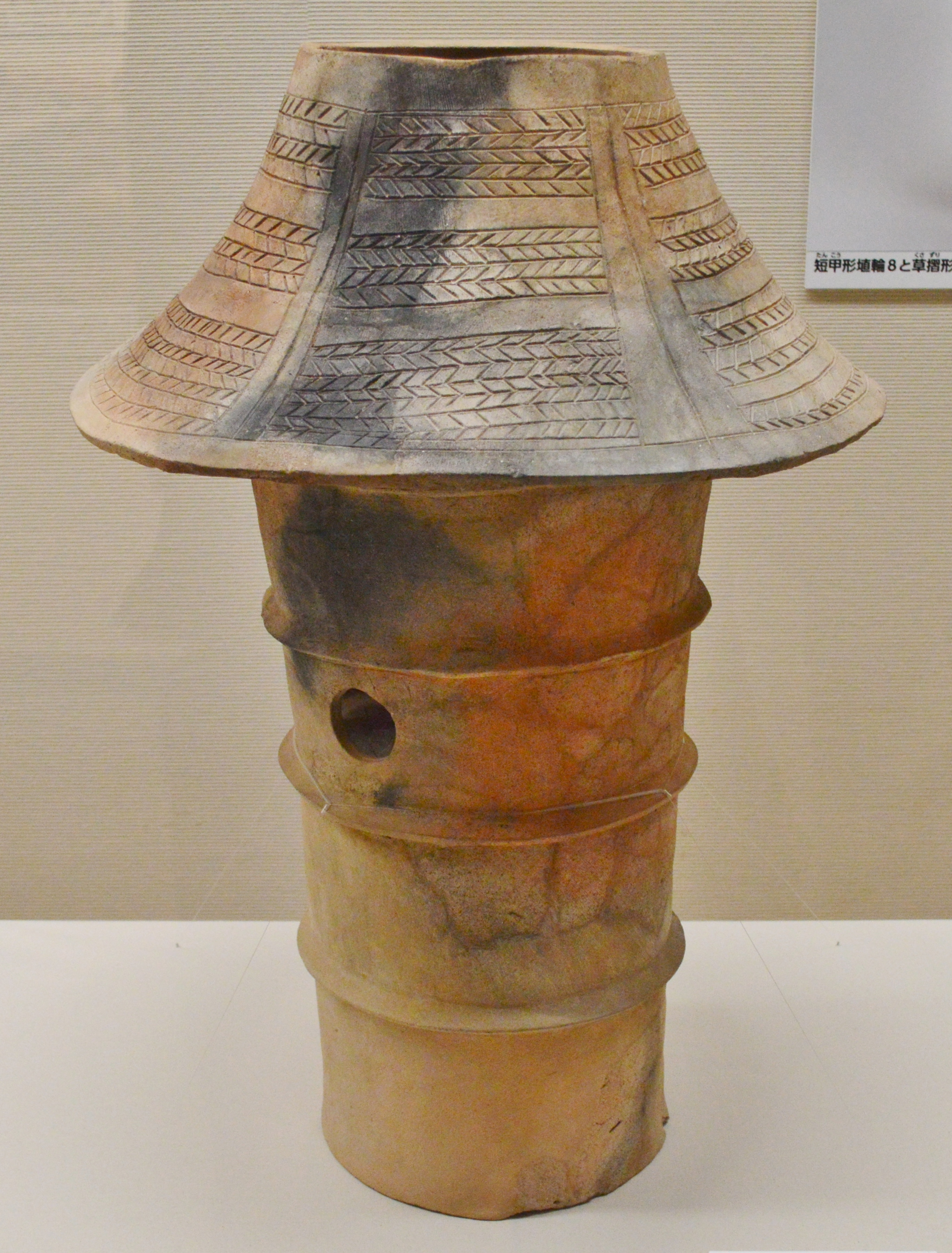
草摺形埴輪
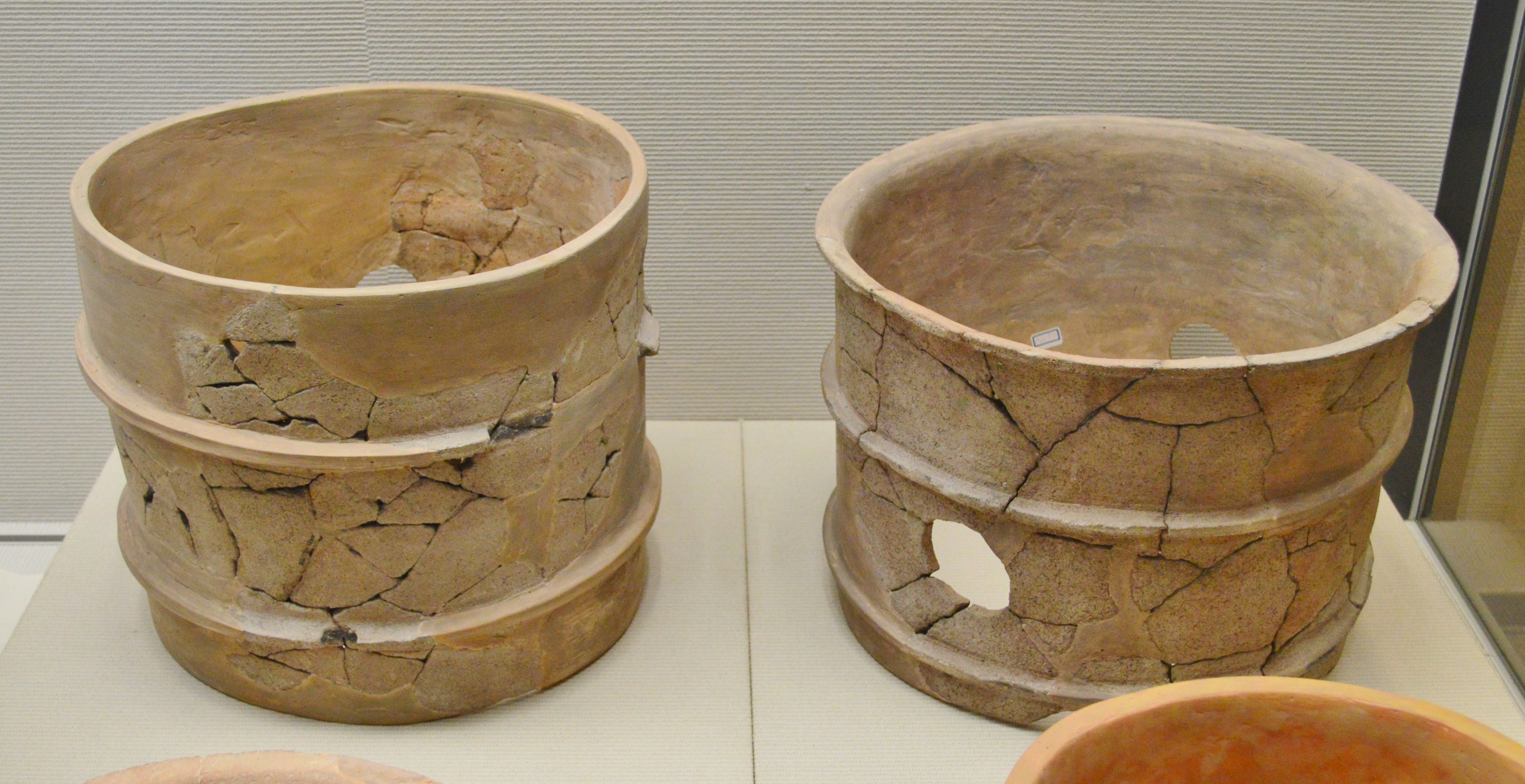
円筒埴輪
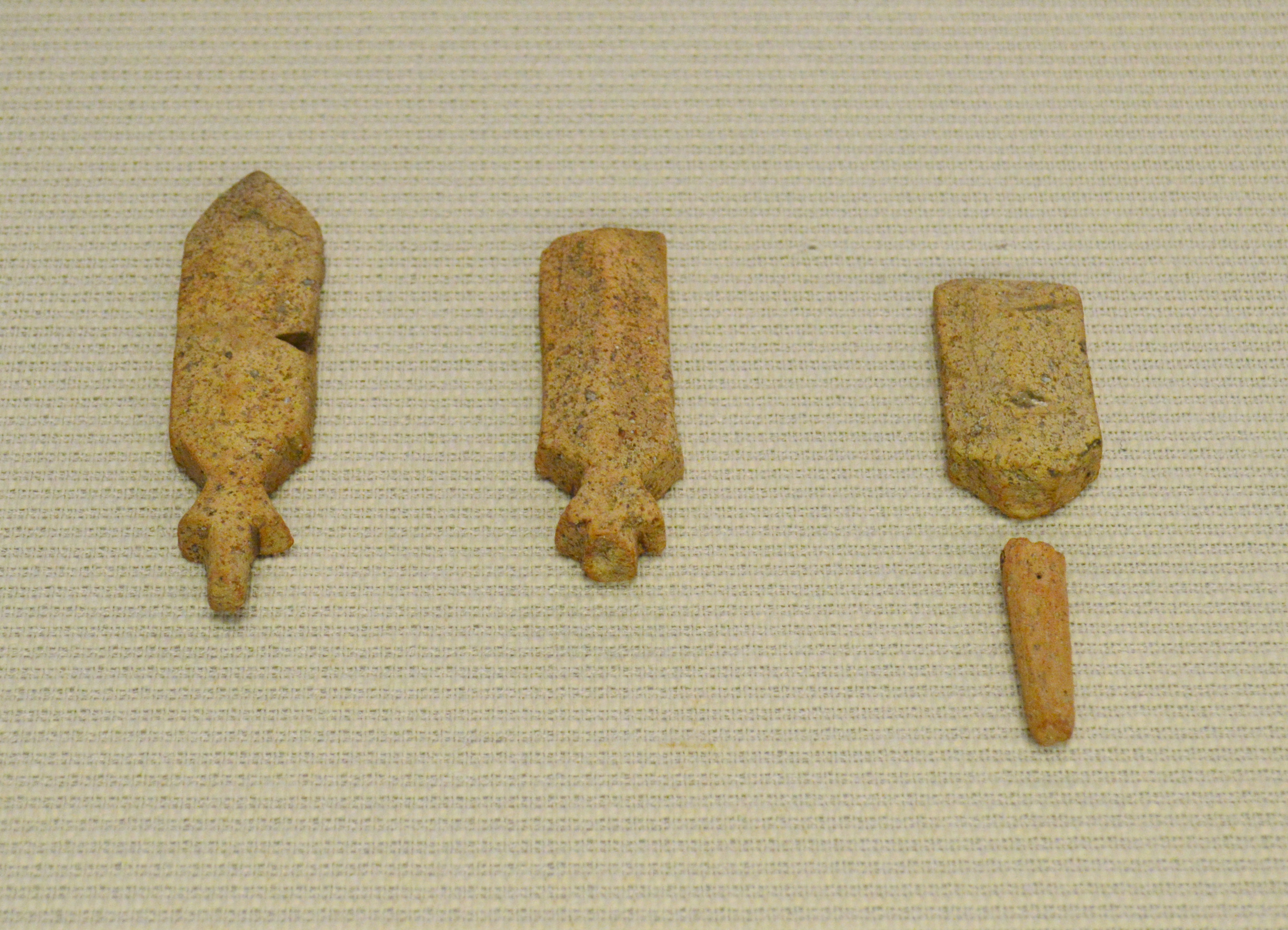
鏃形土製品

  - 1号墳出土
    - 家 2箇
    - 船 1箇
    - 盾 1箇
    - 短甲 1箇
    - 草摺 1箇
    - 朝顔 2箇
    - 円筒 3箇
    - （附指定）鏃形土製品 3箇

  - 2号墳出土
    - 家 2箇
    - 船 1箇
    - 盾 2箇
    - 冑 1箇
    - 短甲 2箇
    - 草摺 2箇
    - 壺 6箇
    - 円筒 3箇

いずれも大阪歴史博物館展示。
- 長原高廻り1号墳出土

長原高廻り2号墳出土
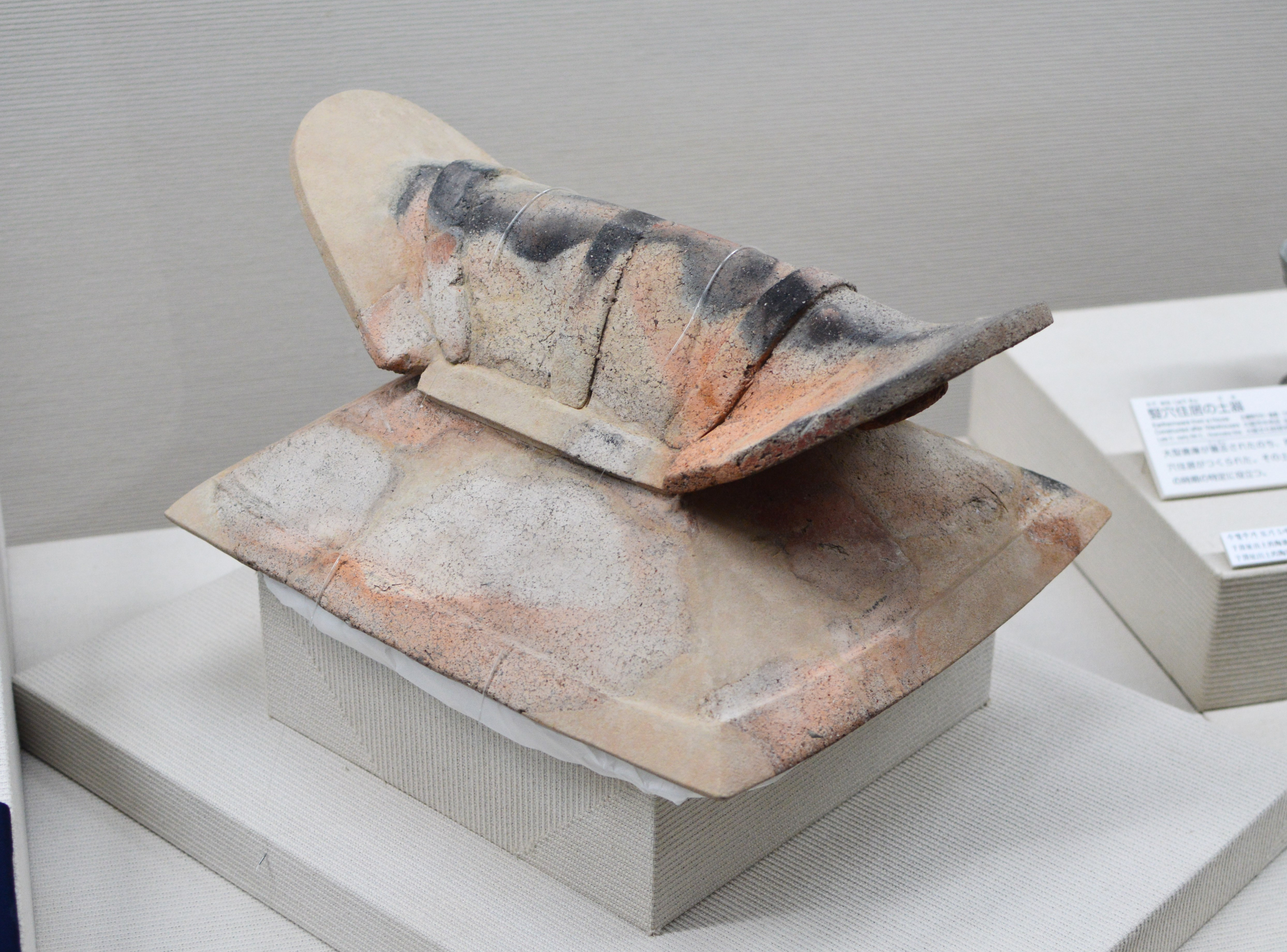
家形埴輪（切妻）
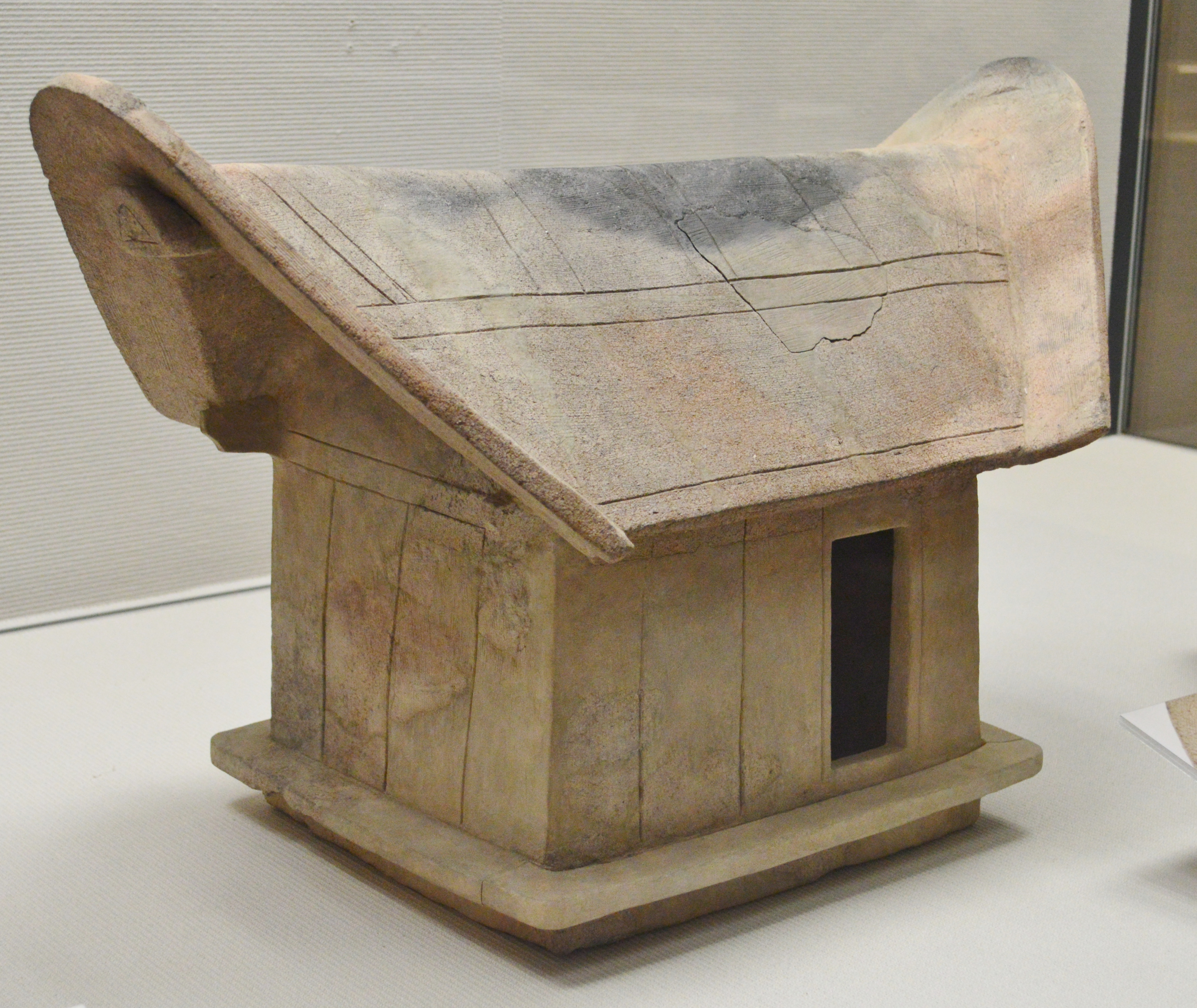
家形埴輪（切妻）
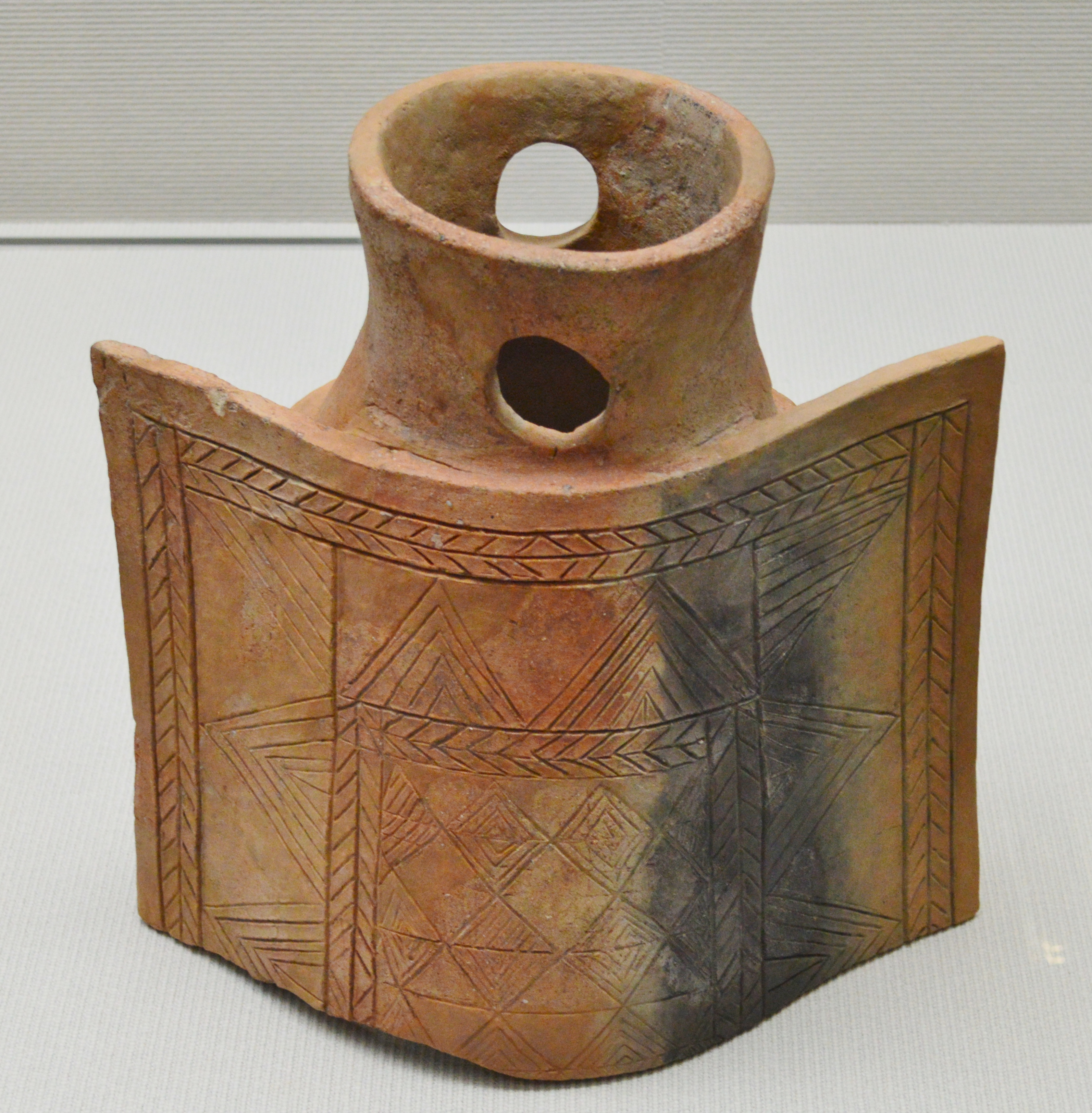
短甲形埴輪
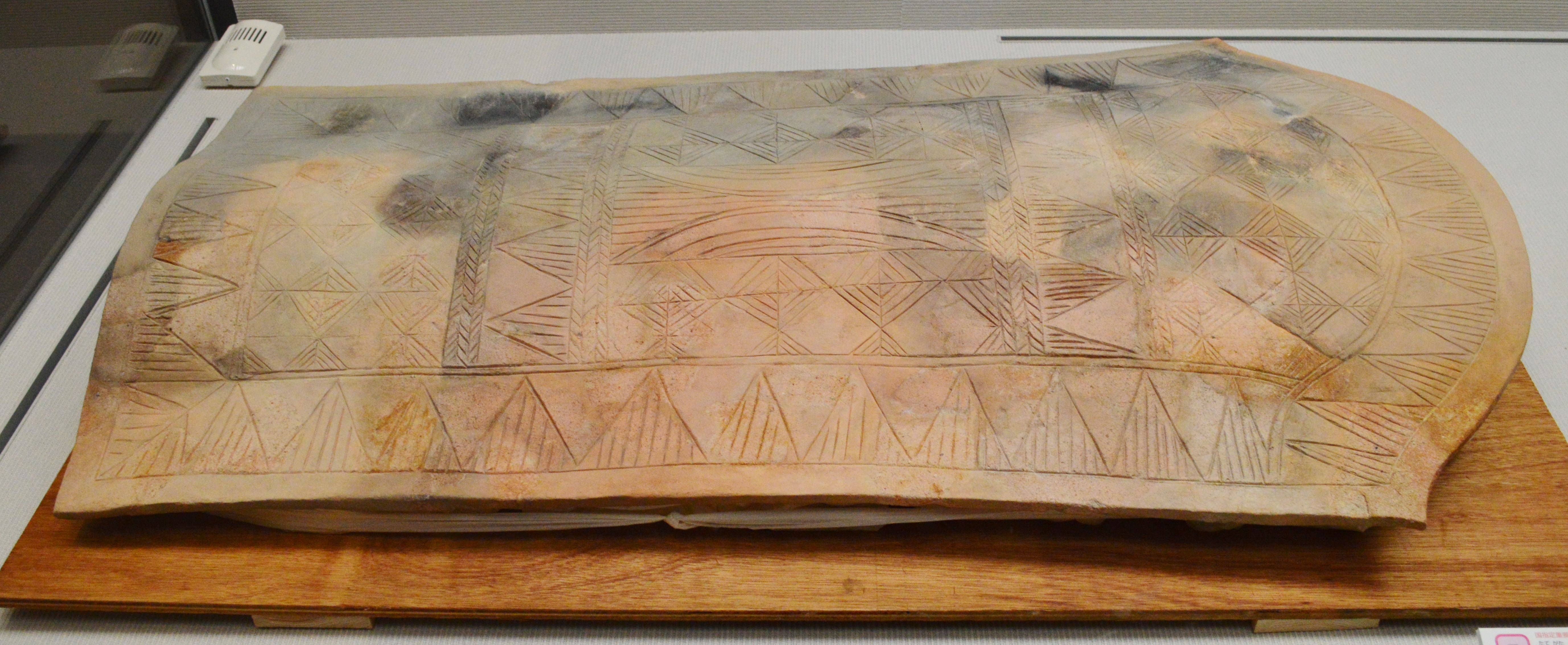
草摺形埴輪
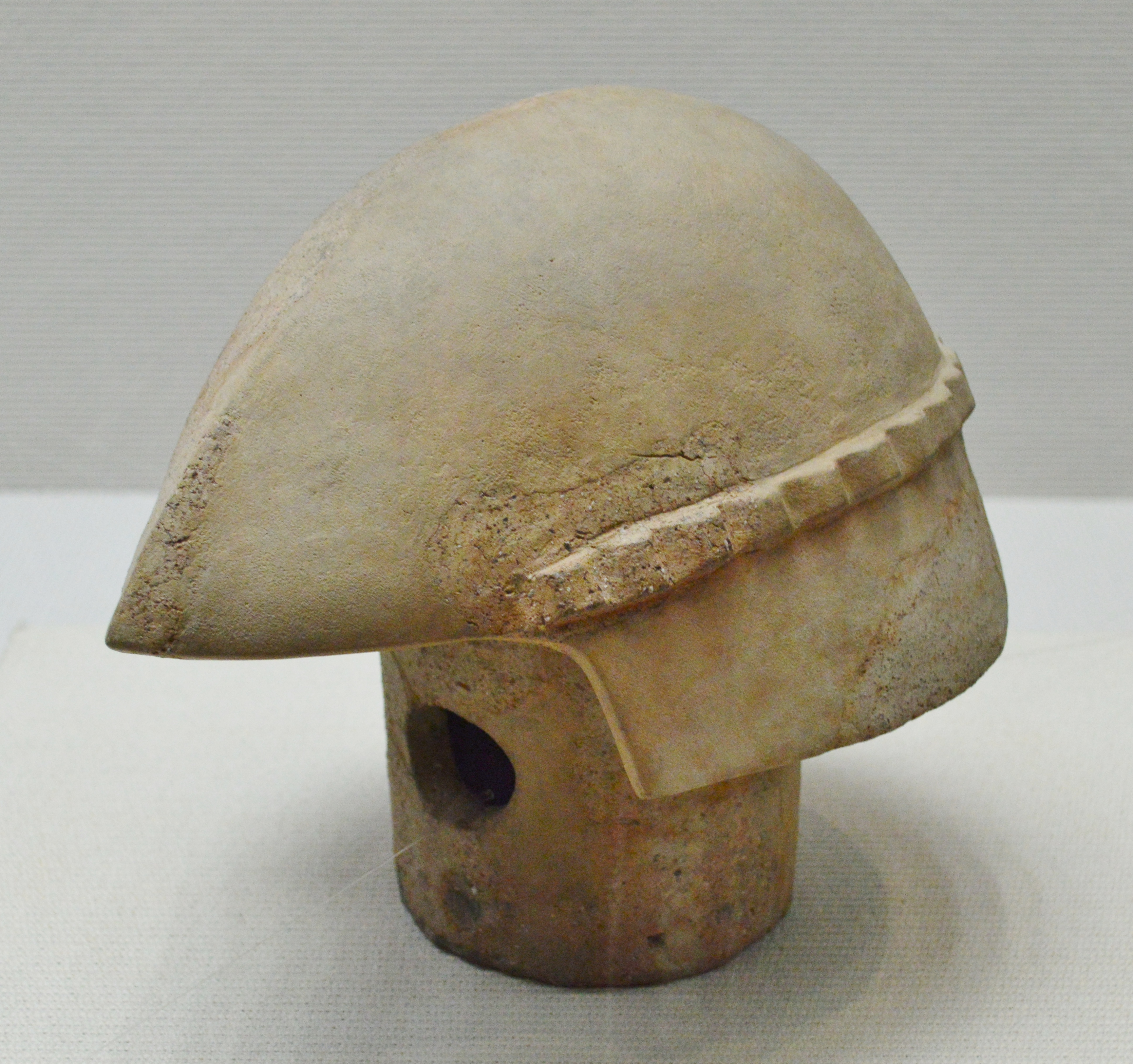
円筒埴輪
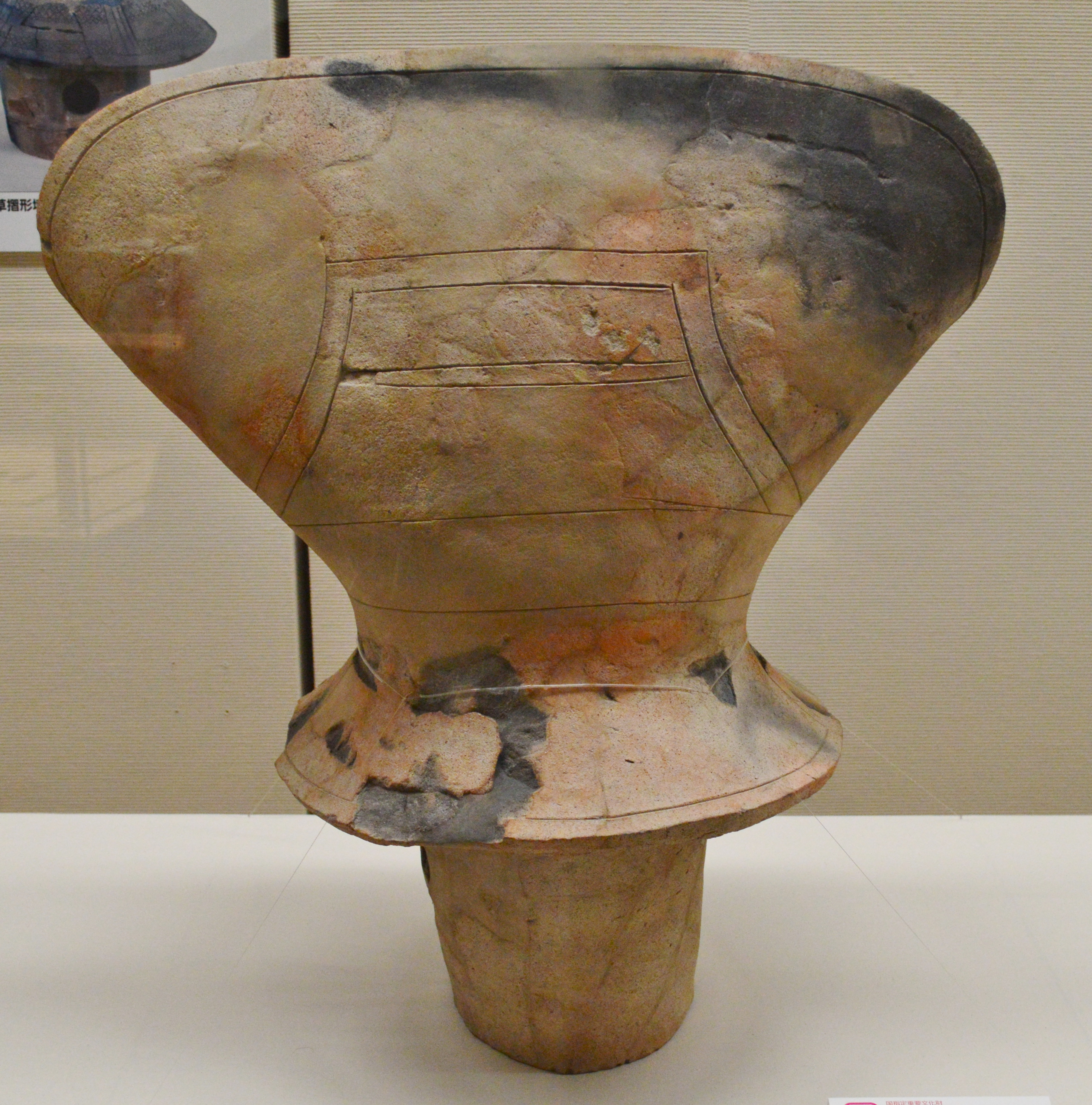
短甲形埴輪
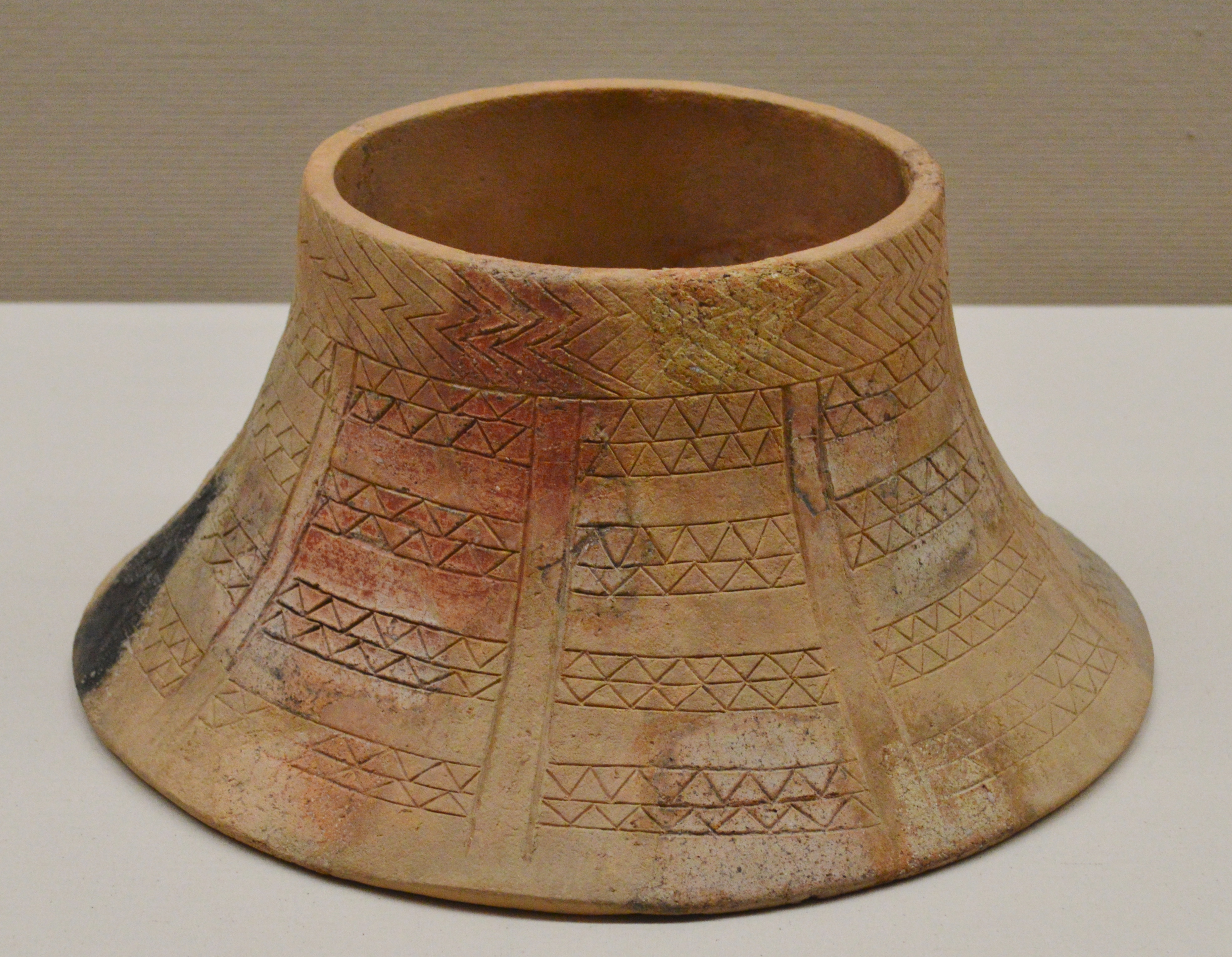
草摺形埴輪
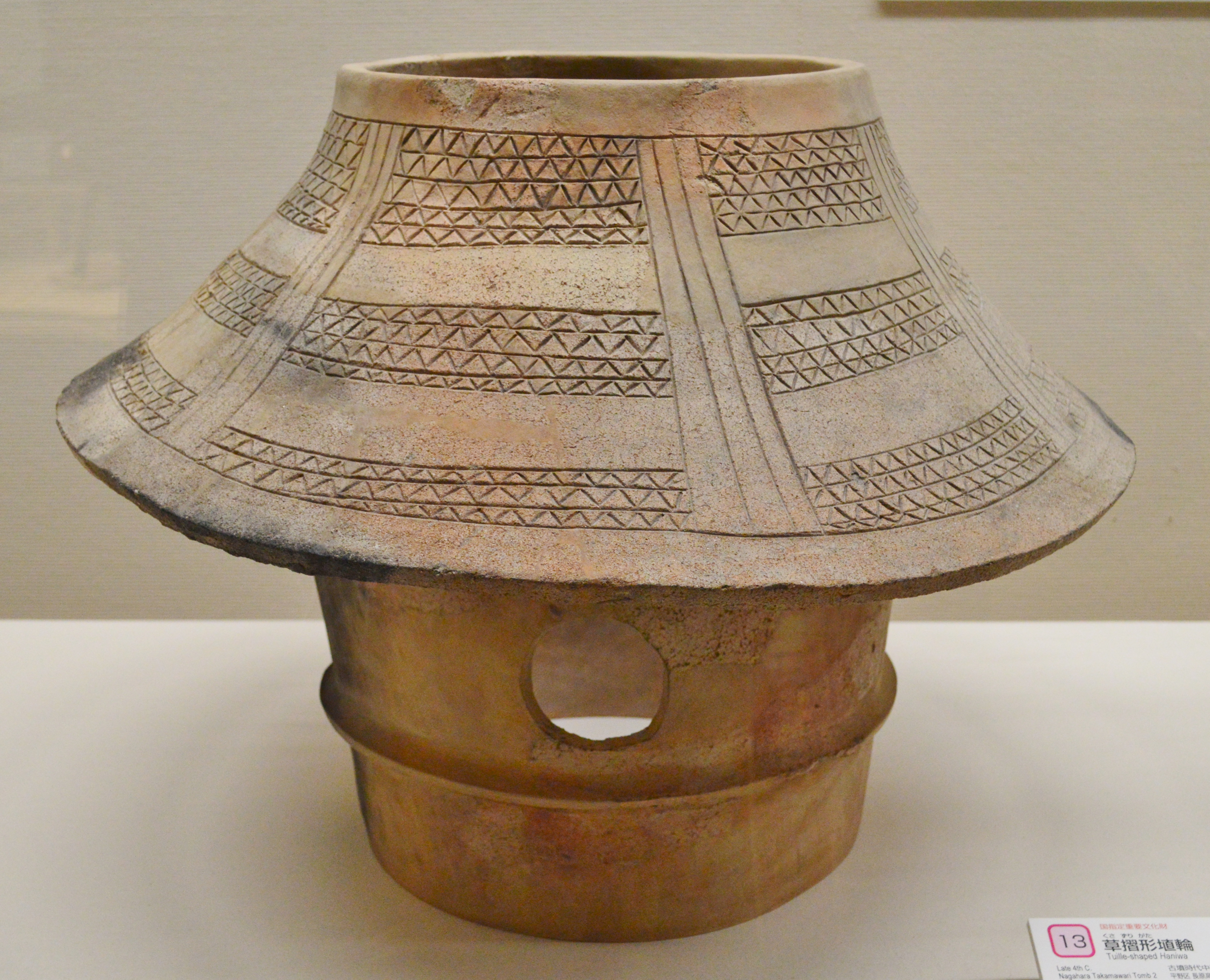
草摺形埴輪
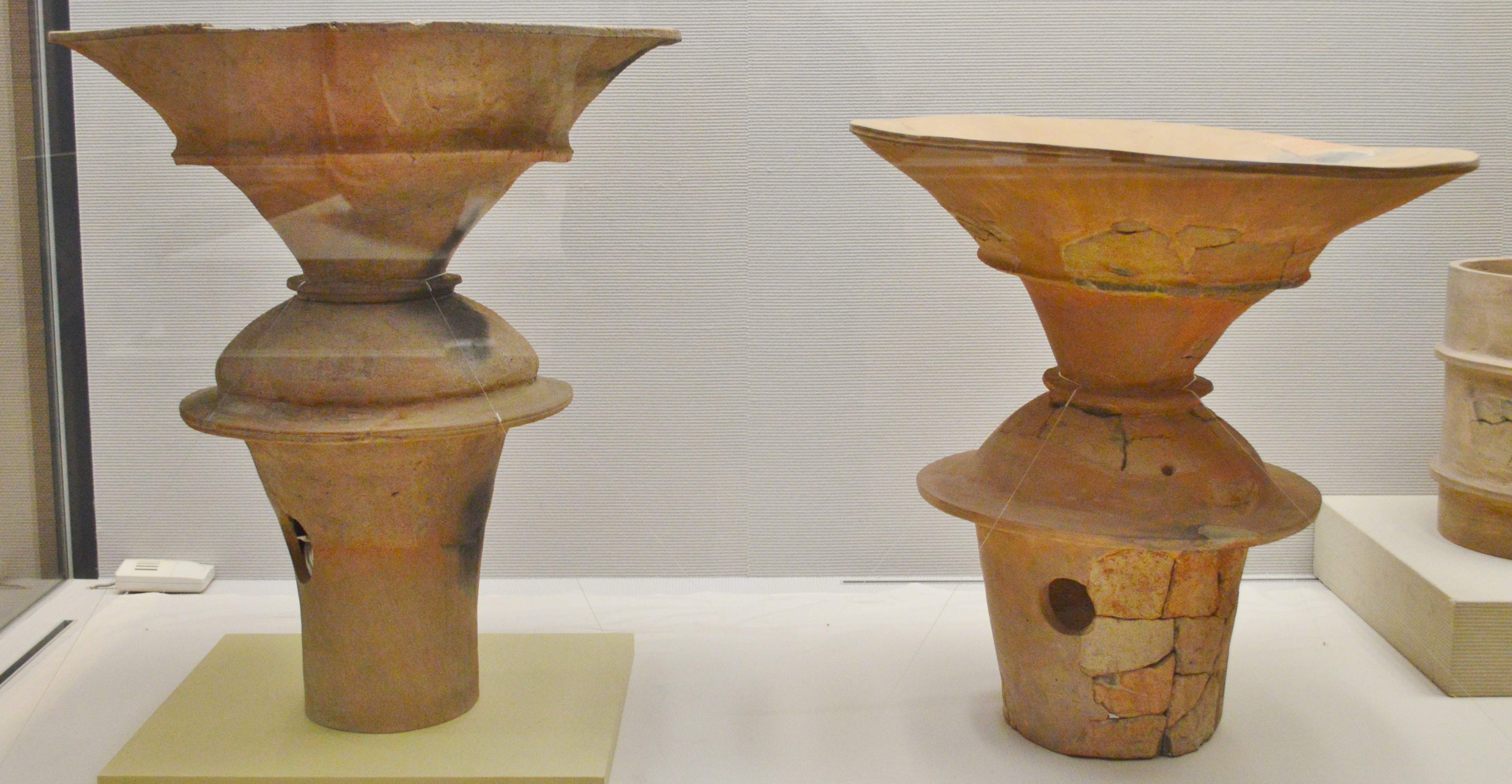
壺形埴輪
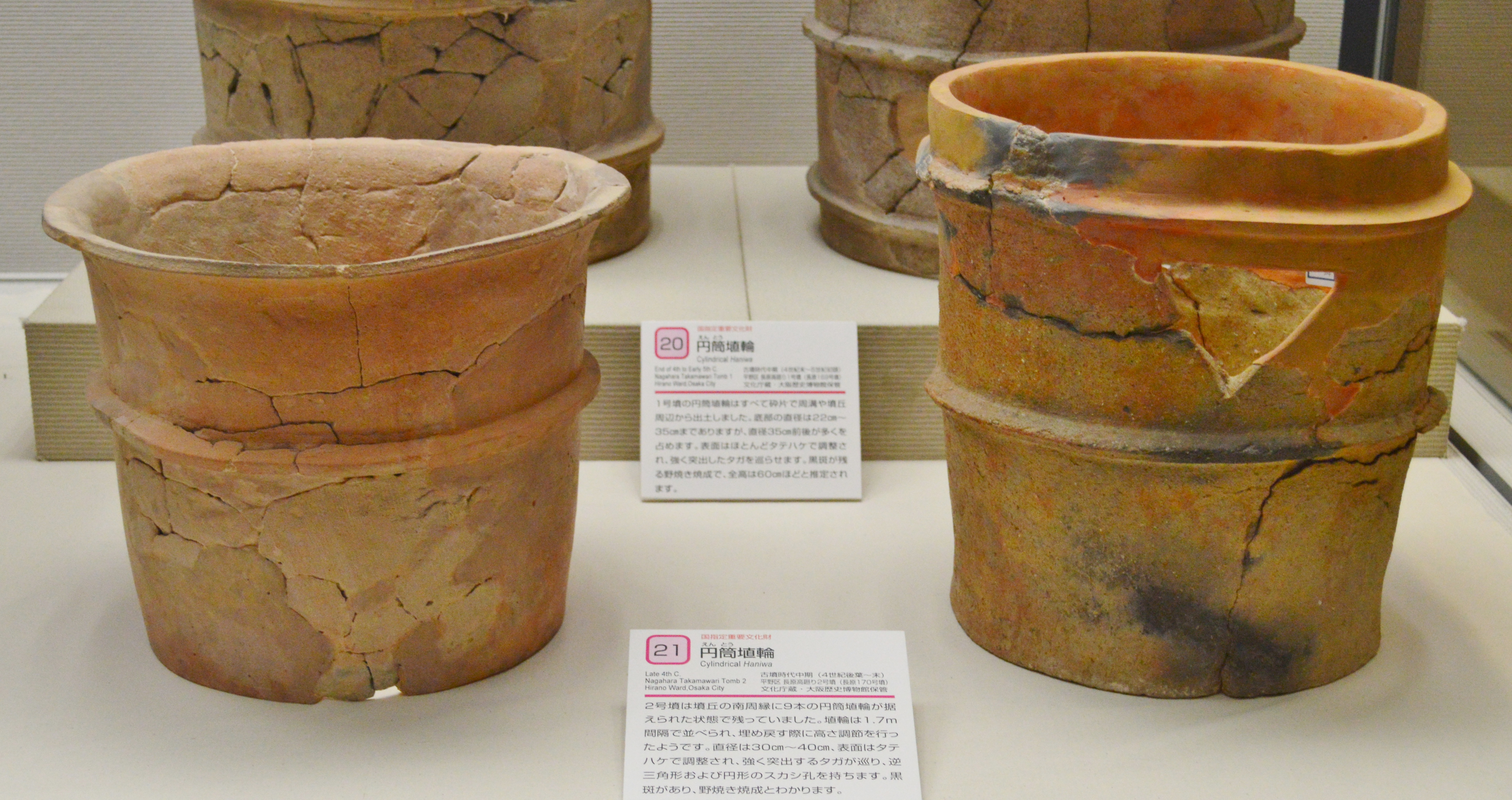
円筒埴輪

- 鏃形土製品

- 長原高廻り2号墳出土
- 家形埴輪（入母屋）
- 家形埴輪（切妻）
- 盾形埴輪
- 盾形埴輪
- 冑形埴輪
- 短甲形埴輪
- 草摺形埴輪
- 草摺形埴輪
- 壺形埴輪
- 円筒埴輪

### 大阪市指定文化財
- 有形文化財
  - 長原40号墳出土盾形埴輪（考古資料） - 2001年（平成13年）12月21日指定[23]。
  - 長原七ノ坪古墳出土副葬品（考古資料） - 2010年（平成22年）4月2日指定[24][23]。

いずれも大阪歴史博物館企画展示時に撮影。

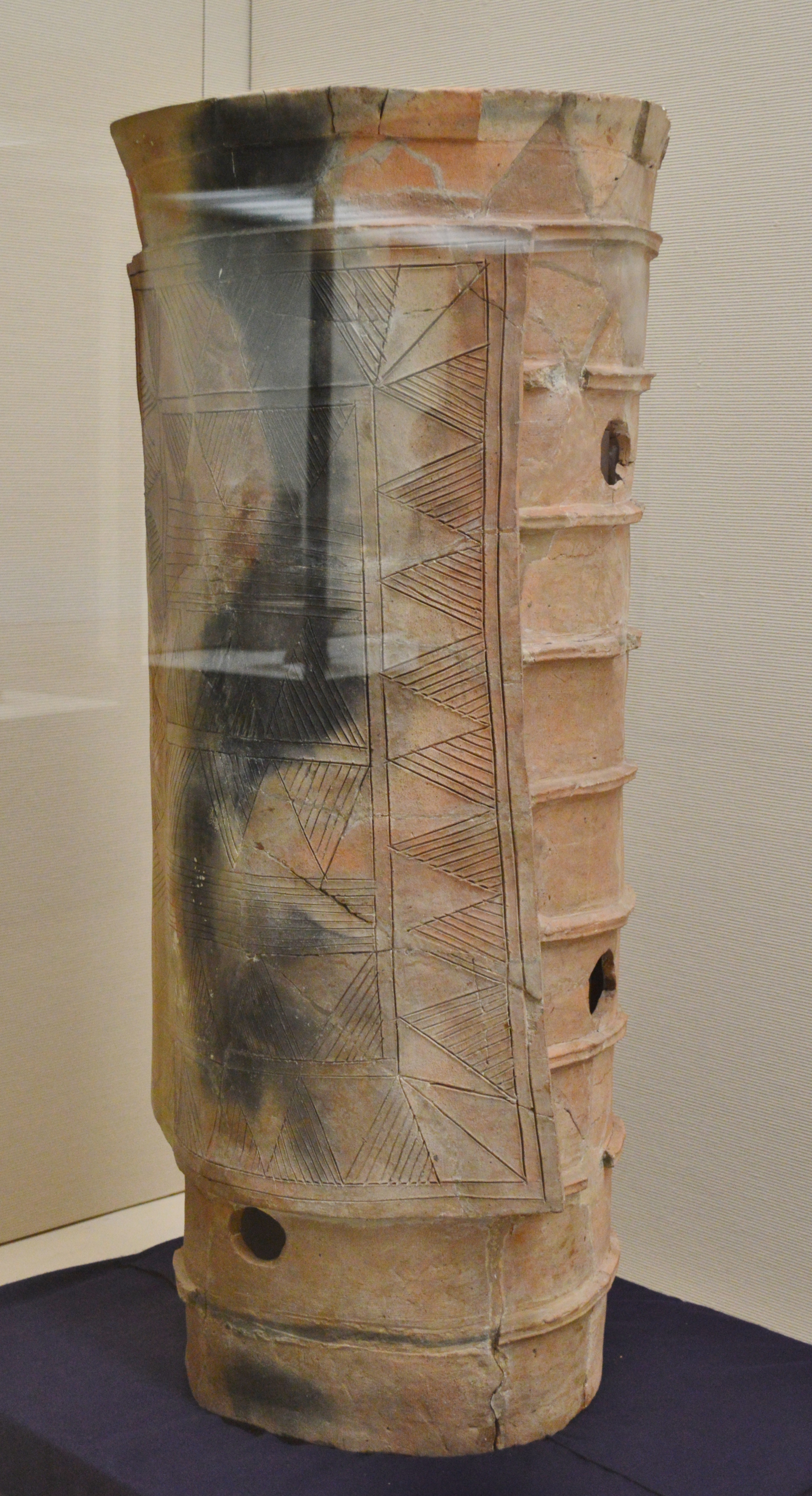
長原40号墳出土盾形埴輪
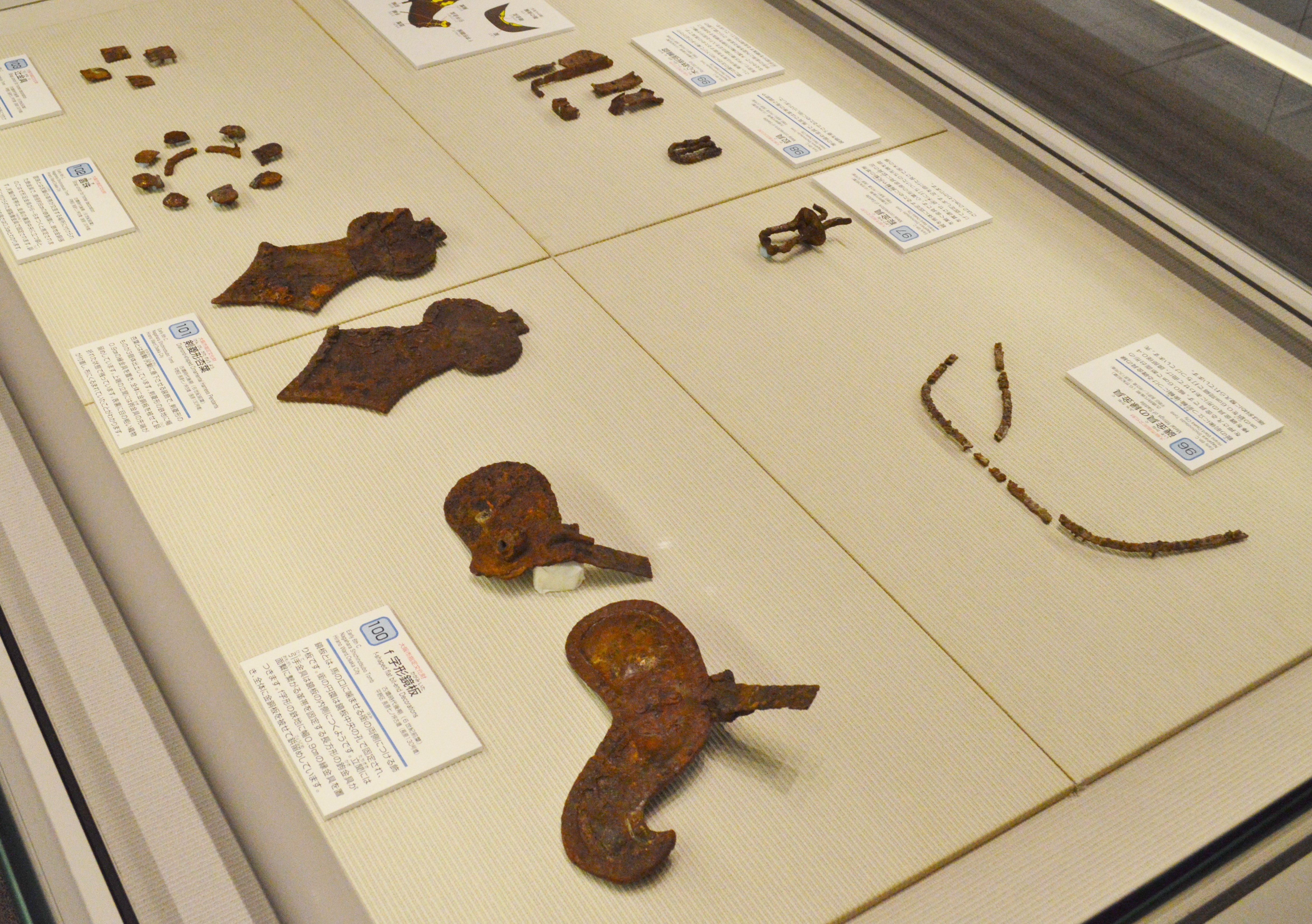
長原七ノ坪古墳出土品
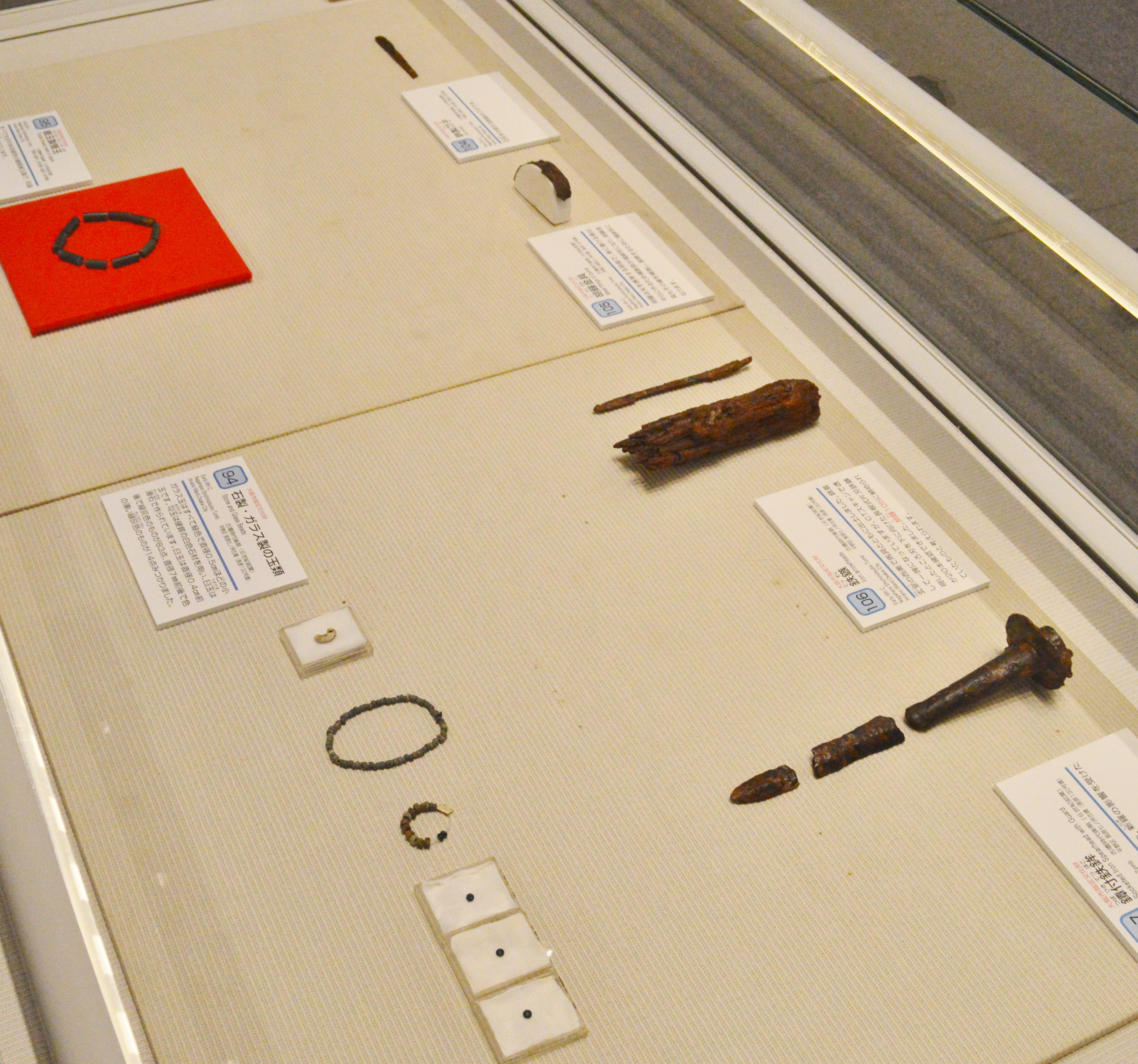
長原七ノ坪古墳出土品
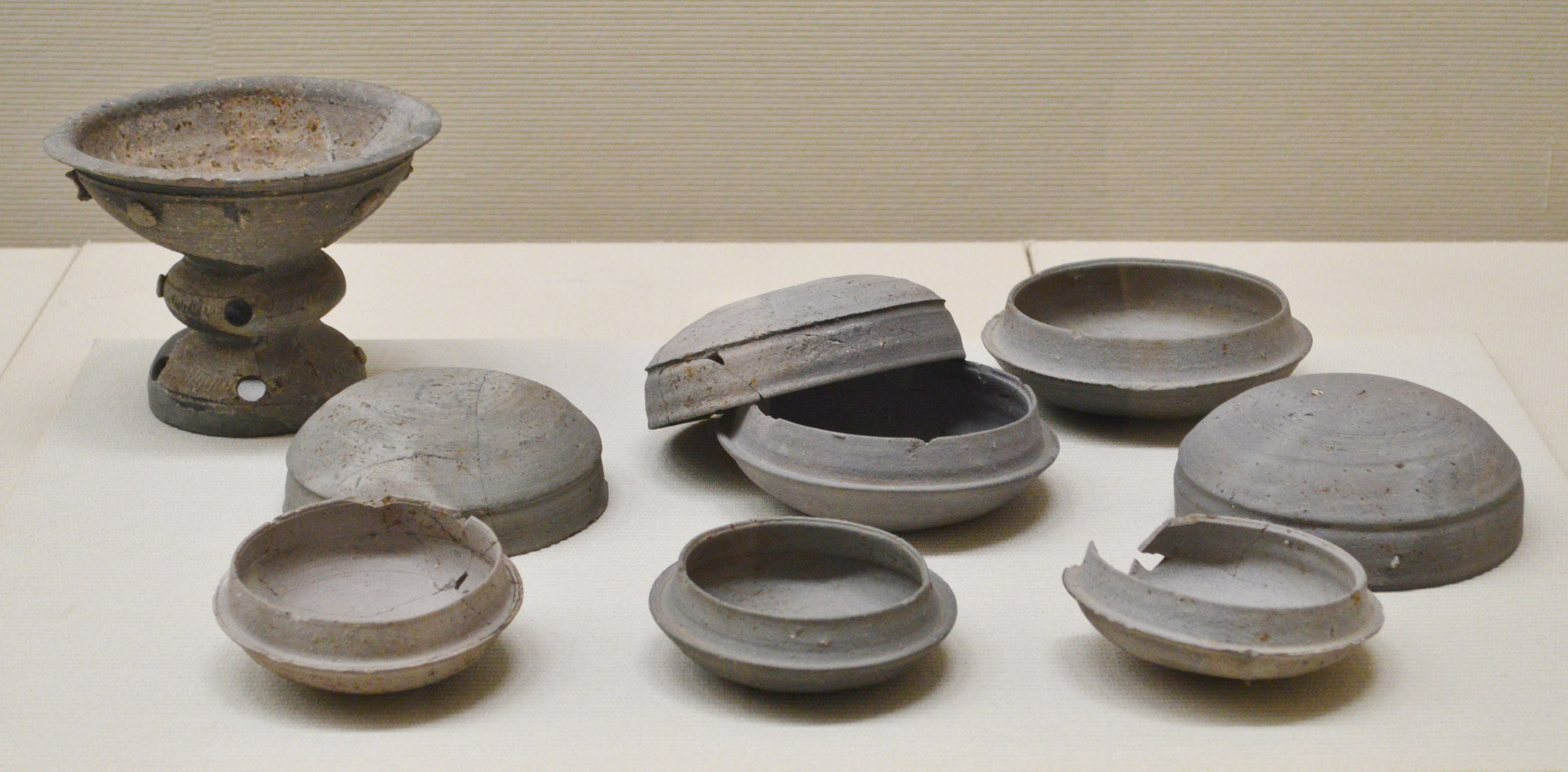
長原七ノ坪古墳出土須恵器